# Kleiszthenész
Kleiszthenész (görögül: Κλεισθένης, i. e. 570 – 508) arisztokrata származású athéni politikus az i. e. 6. században. Reformjai teremtették meg az athéni demokrácia alapjait.

## Származása és élete a demokrácia előtt
Az Alkmaiónida családból, Athén legjelentősebb arisztokrata nemzetségéből származott. Hippiasz türannisza idején arkhónná választották (i. e. 525–524). Hipparkhosz meggyilkolása után valószínűleg száműzetésbe kényszerült (i. e. 514). Több fegyveres hazatérési kísérlete kudarcba fulladt, de i. e. 510-ben spártai segítséggel (I. Kleomenész támogatásával) visszatért Athénba. Mivel a spártaiak mégsem őt juttatták hatalomra, újból elmenekült. Következő hazatérésekor Iszagorasz ellenében, Szolón és Peiszisztratosz reformjai melletti állásfoglalásával megnyeri az athéni népet és demokratikus reformokat vezet be, melyekről Hérodotosz így írt: „Kleiszthenész megteremtette Athénben a demokráciát.” Reformjai lezárták a Szolón által megkezdett politikai forradalmat, törvényeivel megszüntette a nemzetségi előjogok összes maradványait.

## Kleiszthenész reformjai
A demokrácia széles körű jogokat biztosító politikai rendszer a teljes jogú athéni polgárok számára. Kleiszthenész reformjainak célja pontosan az volt, hogy Athén minden szabad állampolgárát azonos jogok (iszonómia) illessék meg.
Ennek érdekében Kleiszthenész 10 phülére osztotta az Attikai-félszigetet mégpedig oly módon, hogy mindegyik phülé városra, belső területre és tengerparti vidékre (trittüszre) tagolódott. Minden trittüsz községekből (démoszból) állt. A phüléket a trittüszökből sorsolással állították össze. i. e. 508-ban így létrejött egy olyan intézményrendszer, amelynek a legfontosabb intézménye a népgyűlés (ekklészia) volt. 
A népgyűlés dönt a háború és béke kérdéséről, adók kivetéséről, államszerződésekről, és választja vagy sorsolja a tisztségviselőket. A második intézmény a bíróság (héliaia). 6000 főből áll, tagjait a népgyűlés évente sorsolja. Bizottságokra osztva döntenek.
A harmadik intézmény az ötszázak tanácsa (bulé), melybe minden phülé 50 tagot küldhet. Tagjait a népgyűlés sorsolja. Végrehajtó testület, mely gondoskodik a törvények végrehajtásáról, ellenőrzi a tisztségviselőket, törvény-előkészítő szerepe is van és kisebb jelentőségű ügyekben dönthetnek is. Az ötszázak tanácsa, a phüléknek megfelelően tíz prütaneiára oszlik; mindegyikük az év egy tized részén (36 napig) alkotja az ügyvezető tanácsot, melynek tagjai maguk közül naponta elnököt (prütaniszt) választanak.
A negyedik intézmény a sztratégosz. Phülénként egy hadvezért választ a népgyűlés. Az ötödik intézmény az arkhónok intézménye, mely i. e. 508-ban még választott hivatal, később azonban tagjait sorsolják. Fő feladatuk a tisztségviselők ellenőrzése és bíráskodás politikai ügyekben. A hadseregben a hierarchikus vezetés csúcsát az arkhón polemarkhosz jelentette, akinek az alárendeltségébe tartoztak a sztratégoszok. A hatodik intézmény az  areioszpagosz, mely a volt arkhónokból tevődik össze. Fő feladata a törvényesség ellenőrzése, és a tisztségviselők felügyelése. Kleiszthenész a zsarnokság bevezetését a cserépszavazással kívánta megakadályozni. Ha valakiről a polgárok úgy vélték, hogy zsarnokságra tör, cserépszavazással tíz évre elűzhették Athénból.

## A reformok következménye
Azáltal, hogy a hatalom birtokosa a népgyűlés lett, az athéni nép önmagát kormányozta. A népgyűlés hatalmát nem csorbította az sem, hogy Kleiszthenész meghagyta az Areioszpagosz tanácsának azt a jogát, hogy a tisztviselőket ellenőrizze, és politikai ügyekben bíráskodjék. Az athéni polgárok így nemcsak szabadok, de lényegében politikailag egyenjogúak is lettek. Ebből az arisztokráciát sem zárták ki, ellenkezőleg: ami eddig csak az arisztokráciát illette meg, azt most minden szabad polgárra kiterjesztették.